# Ponedera
Ponedera là một khu tự quản thuộc tỉnh Atlántico, Colombia. Thủ phủ của khu tự quản Ponedera đóng tại Ponedera Khu tự quản Ponedera có diện tích 204 ki lô mét vuông. Đến thời điểm ngày 28 tháng 5 năm 2005, khu tự quản Ponedera có dân số 13961 người.